# Motore radiale

Funzionamento del motore radiale con il sistema di distribuzione a camme, è ben visibile la biella madre (in lilla)

Il motore a cilindri radiali, più conosciuto come motore radiale o motore stellare, è un motore endotermico nel quale i cilindri sono disposti secondo linee radiali, intorno all'albero motore; un motore radiale può essere composto da una o più "stelle", da cui il nome che lo identifica, cioè da una o più serie, autonome, di cilindri. In questo caso si parlerà di motore a doppia e quadrupla stella. Il motore radiale conobbe un grande successo in aeronautica e rimase in produzione fino all'avvento del motore a getto o Jet. Era con questo tipo di motore che erano equipaggiati tutti i grandi velivoli da trasporto civile e militare con i quali si chiuse l'era del motore volumetrico in aviazione.

## Tecnica costruttiva

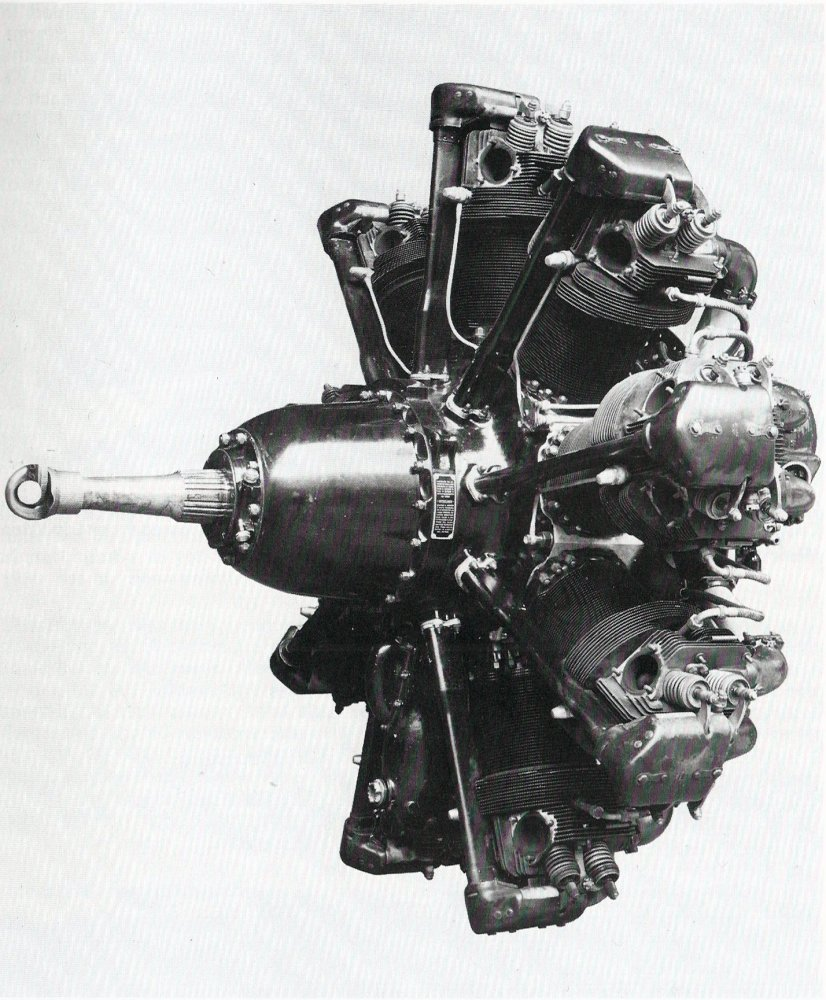
Alfa Romeo 126 RC.34, un motore radiale a blocco motore fisso utilizzato fino al 1942 sui velivoli Savoia-Marchetti S.M.79

In un motore radiale, i pistoni sono connessi all'albero motore con un sistema particolare. Un solo pistone è connesso direttamente all'albero motore attraverso la biella più lunga, che è detta biella madre. Tutti gli altri sono connessi con delle bielle più corte (biellette) alla biella madre.
Anche se questo collegamento è scorretto meccanicamente perché il centro di rotazione della biella madre è diverso da quello delle biellette, il calo di rendimento che ne deriva è trascurabile.
Un dato notevole è che i motori radiali a due tempi hanno numero pari di cilindri per ciascuna stella, in modo da limitare le sollecitazioni sulla biella, e i motori a quattro tempi invece ne hanno numero dispari (sempre per ciascuna stella); per esempio un motore 18 cilindri su due stelle è a 4 tempi, mentre se ha 16 cilindri è a 2 tempi.
Al di là di questo, la cosa si rende necessaria anche per questioni relative all'ordine di accensione dei cilindri. Se infatti la cosa in un motore a due tempi non crea problemi, posto che ad ogni ciclo del pistone questi ha una fase utile e quindi si può adottare una configurazione a cilindri pari che nelle intenzioni risulta intrinsecamente più bilanciata, in un motore a quattro tempi le cose si complicano in presenza di un ciclo di aspirazione e uno di scarico. Riassumendo all'estremo, in presenza di un motore stellare 4 tempi con cilindri dispari è possibile predisporre un ordine di accensione tale per cui in ultima analisi il motore non risulti "zoppo" (es per un 5 cilindri: 1-4-2-5-3...1-4-2-5-3... etc) al contrario se avessimo un motore per esempio a sei cilindri anche ipotizzando qualsiasi ordine di accensione si finirebbe ad un certo punto con l'avere due cilindri adiacenti che si accendono in sequenza, cosa che inevitabilmente sbilancerebbe tutto l'assieme.

## Tipi
A parte il numero di cilindri e di stelle sono stati utilizzati due tipi di motori radiali. 
- I primi utilizzati (nei primi decenni del '900) furono i motori a cilindri radiali rotativi (blocco motore rotante); in questi l'albero motore, fisso, sosteneva l'intero motore al telaio del veicolo, mentre il blocco motore con i cilindri, i pistoni e le bielle ruotava su se stesso insieme all'elica che era solidale con il blocco motore; l'immissione dei gas avveniva per travaso tramite l'albero motore che funzionava anche da camma per le valvole. Le candele entravano in gioco senza cavi, tramite un comando a distanza. Questi motori furono storicamente i primi a essere montati sui velivoli perché, con la rotazione, veniva garantito un eccellente raffreddamento dei cilindri alettati che erano in ghisa. Tuttavia, a causa della grande massa rotante, durante le manovre del velivolo nascevano notevoli effetti giroscopici che rendevano difficile il pilotaggio. La sostituzione della ghisa nella costruzione dei cilindri con l'alluminio che trasmette il calore molto bene, rese superfluo il ricorso alla rotazione del motore e quindi i motori rotativi furono abbandonati del tutto.
- I precedenti furono presto sostituiti dai motori a cilindri radiali fissi (blocco motore fisso), che rispetto ai modelli precedenti presentano un miglior rendimento: l'albero motore con l'elica gira mentre il blocco motore era fisso al telaio del veicolo. Con questo metodo si potevano collegare le candele con un cavo elettrico, l'immissione dei gas poteva avvenire tramite dei tubi fissi (così anche per scaricare i gas bruciati) e, se non altro, vennero costruiti, seppur più pesanti, prototipi raffreddati a liquido.
- a cilindri e albero motore rotativi, in questo caso sia il basamento che l'albero motore sono in rotazione rispetto al telaio, ed in direzioni differenti l'uno dall'altro, questo permette d'avere una rotazione del motore elevata ed una rotazione dell'elica calettata sul blocco o albero motore dimezzata rispetto al motore, un esempio di quest'applicazione si ha con il motore Siemens-Halske Sh.III e i due modelli precedenti.

## Uso aeronautico
In campo aeronautico il motore stellare presenta non pochi vantaggi. L'idea di base che portò alla nascita del motore radiale per l'aviazione era quella di ridurre il più possibile la lunghezza dell'albero motore, che è di gran lunga il componente più pesante di tutto il motore, per ottenere così un eccellente rapporto potenza/peso ideale per l'applicazione aeronautica. Il raffreddamento del motore avviene utilizzando direttamente l'aria generata dal movimento del velivolo o dell'elica. Quindi non si rendono necessari sistemi di raffreddamento a liquido, con un notevole risparmio di peso. La mancanza di un sistema di raffreddamento a liquido rende il motore radiale più semplice da costruire, e mantenere, rispetto ad un motore in linea o a V. Questa sua semplicità lo rese più affidabile e, in combattimento, meno sensibile agli eventuali danneggiamenti. Infatti, nel caso in cui venga direttamente colpito un cilindro di una stella del motore radiale, sarà solo questo a perdere potenza, mentre in un motore in linea o a V, caratterizzati da uno o più blocchi di cilindri, perderà potenza l'intero blocco; ciò si verifica a maggior ragione perché i motori radiali sono pressoché sempre raffreddati ad aria, mentre quelli in linea o a V sono quasi sempre raffreddati mediante liquido per cui una perforazione porta quasi inevitabilmente alla perdita di funzionalità per eccessivo surriscaldamento. Questi vantaggi - leggerezza ed affidabilità - ne facilitarono e ne consigliarono l'impiego sui velivoli. Un altro vantaggio è dato dalla modularità del progetto. Ad un certo punto del suo sviluppo, invece di incrementarne la potenza aumentando le dimensioni si preferì aggiungere file supplementari di cilindri. Questo permise di mantenere una certa facilità progettuale che si ripercuoteva anche in quella produttiva. Il poter realizzare un minor numero di componenti era economicamente vantaggioso e si rivelò assai utile nella manutenzione dei velivoli impiegati nei conflitti.
Il motore radiale però presenta anche due grandi svantaggi. Il primo è dato dalla maggiore resistenza aerodinamica che genera in quanto necessita, a causa della sua forma, di una sezione frontale maggiore di quella di un equivalente motore in linea. Inoltre nel caso si voglia adottare la sovralimentazione, l'aria compressa, dopo il passaggio nel compressore o nella turbina, dovrà essere portata ad ogni singolo cilindro, mentre nel motore in linea, o a V, sarà necessario un solo condotto per un intero blocco di cilindri.
Durante gli anni trenta si sviluppò un grande dibattito tecnico su quale delle due tipologie di motore, radiale o in linea, fosse migliore. Inizialmente il vantaggio sembrava andare al motore radiale, che divenne il principale motore utilizzato su molti velivoli civili e militari proprio grazie alla sua affidabilità, valore importante durante i voli su grandi superfici desertiche o sull'acqua, e per la sua leggerezza. In seguito soprattutto per i velivoli militari da caccia, e con la disponibilità di motori a V quali il Daimler-Benz DB 601 o il Rolls-Royce Merlin, sembrò che il motore ideale fosse costituito dal motore in linea, che permetteva di ottenere velivoli con linee aerodinamiche molto pulite. Il dibattito non ebbe una sua vera soluzione in quanto velivoli da caccia come il Republic P-47 Thunderbolt o il Focke-Wulf Fw 190, per quanto riguarda i velivoli da caccia basati a terra, dimostrarono che si potevano ottenere aerei capaci di grandi prestazioni utilizzando un motore radiale. Mentre il Supermarine Spitfire o il Messerschmitt Bf 109 tedesco, equipaggiati con i motori a V, si rivelarono aerei con una aerodinamica estremamente efficiente e resistenti ai danni del combattimento.

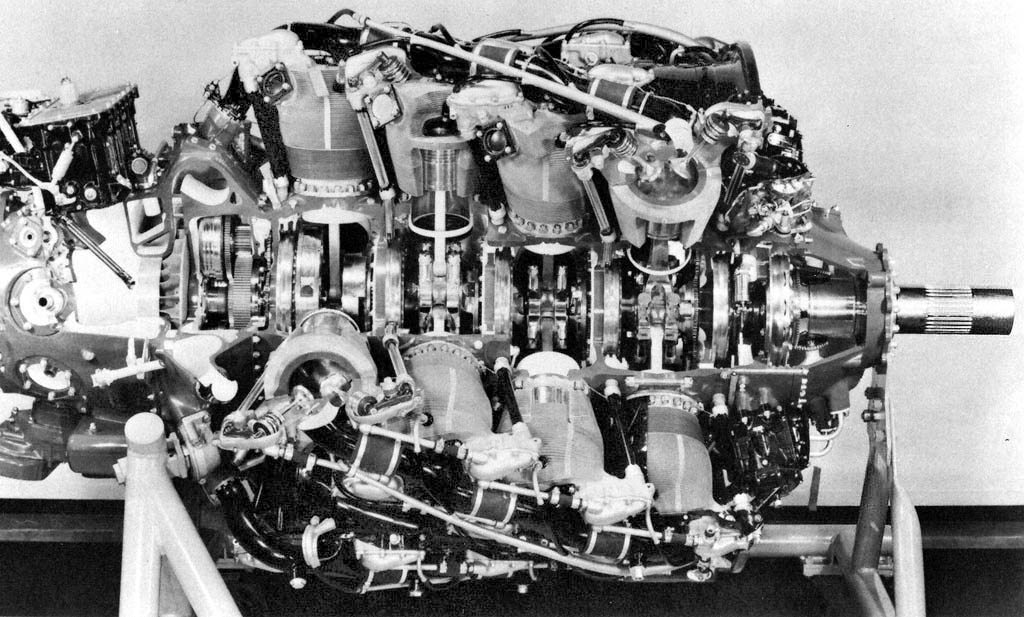
Spaccato del Pratt & Whitney R-4360, il motore radiale più grande e potente mai costruito, se non altro è l'unico a quadrupla stella

Chi prese una decisa posizione al riguardo fu la US Navy, che adottò sempre il motore radiale per tutti i suoi velivoli. Anche la Marina imperiale e l'Aviazione dell'Esercito giapponese fecero altrettanto. Anche molti dei velivoli italiani utilizzati durante il secondo conflitto mondiale erano motorizzati con dei motori radiali. Subito dopo il conflitto si assistette a un'affermazione del motore radiale, utilizzato su tutti i grandi velivoli civili e militari del periodo. Destino diverso toccò al motore in linea che scomparve rapidamente dal mercato dell'aviazione. Tuttavia in pochi anni lo sviluppo dei motori a getto introdotti dagli ingegneri tedeschi con lo Junkers Jumo 004 che equipaggiava il Messerschmitt Me 262 pose definitivamente fine allo sviluppo dei grandi motori a scoppio per l'aeronautica.
Il più grande motore radiale aeronautico mai realizzato in serie fu lo statunitense Pratt & Whitney R-4360 Wasp Major. Il motore, che era dotato di 28 cilindri disposti su quattro stelle e poteva fornire una potenza di 3.500 hp (2.610 kW), venne utilizzato sui più grandi velivoli, militari prima e civili poi, dell'ultimo periodo dei velivoli a motore a pistoni.
Il più grande motore radiale aeronautico mai realizzato come prototipo fu invece il Lycoming XR-7755, autentico canto del cigno della tecnologia dei motori a pistoni aeronautici appena prima che venissero soppiantati dai motori a turbina. Era un colosso da 127 litri (7755 in³) di cilindrata con 36 cilindri su 9 bancate da 4 cilindri ciascuna, raffreddato a liquido, con alberi a camme in testa dotati di un doppio set di camme (decollo/crociera), sovralimentato con compressore meccanico e turbocompressore, dotato di alberi per eliche controrotanti e riduttore di giri a due velocità. La sua potenza era di 5000 cavalli a 2600 giri/min. ma il suo sviluppo fu abbandonato appunto a causa della diffusione dei motori a getto e turboelica.
Tuttavia il primato nelle dimensioni assolute di un motore radiale spetta all'Unione Sovietica. La Zvezda realizzò un numero limitato di motori diesel marini da 42 cilindri caratterizzati da ben 6 file di stelle a 7 cilindri, alesaggio 160 mm (6.3 in) x corsa 170 mm (6.7 in), per una cilindrata totale di 143,5 L (8,756 in³). Questo motore sviluppava la potenza di 6,000 hp (4,500 kW) a 2.500 giri/min.

## Uso automobilistico

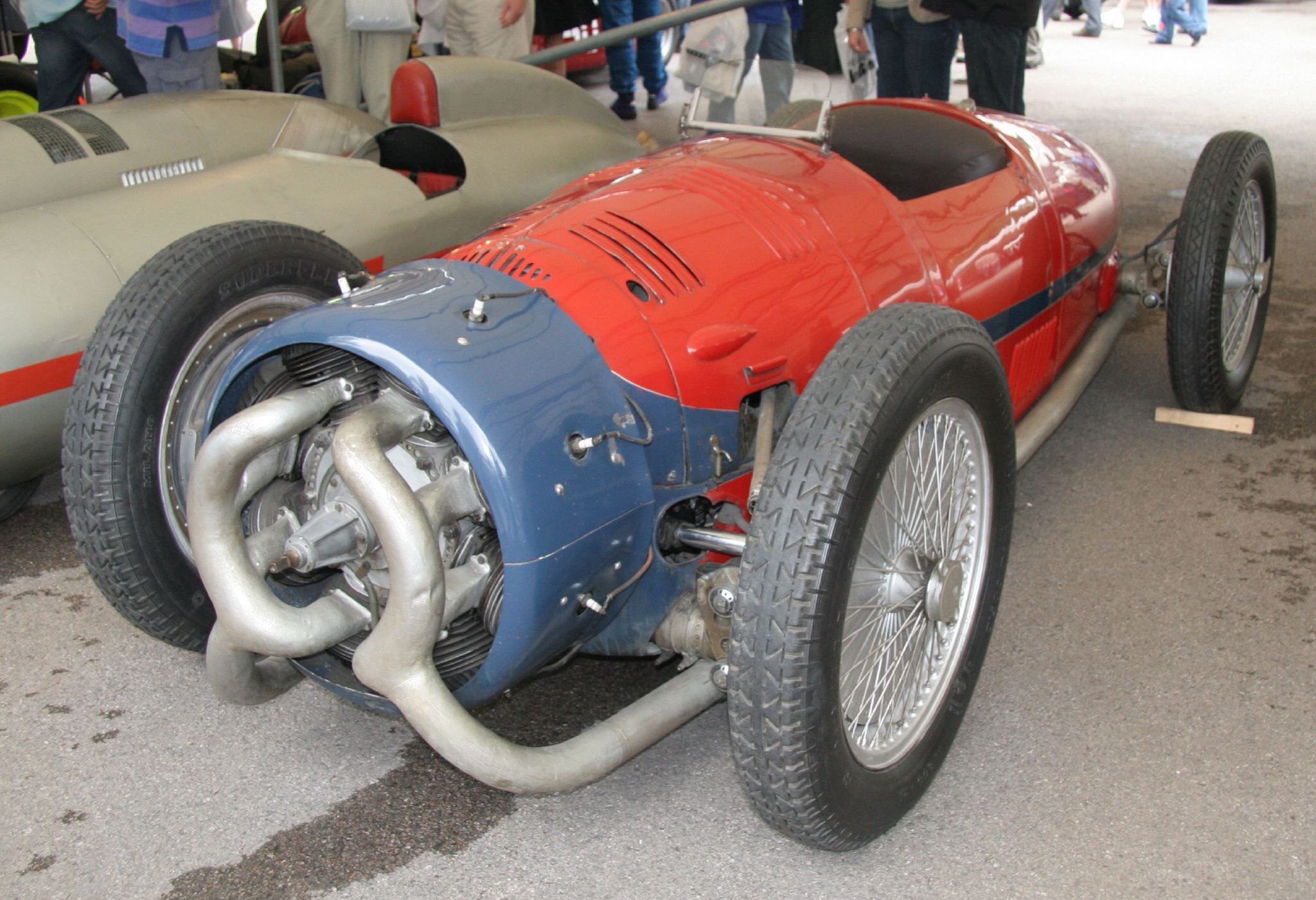
La Monaco-Trossi del 1935

Uno dei rari esempi dato dall'uso automobilistico del motore radiale è dato dall'installazione in un'autovettura da competizione, la Monaco-Trossi del 1935, che fece la sua unica apparizione in pubblico durante le prove di qualificazione nel Gran Premio d'Italia disputato sull'Autodromo nazionale di Monza nel 1935.
Progettata da Augusto Monaco e realizzata grazie all'aiuto economico del conte Carlo Felice Trossi, già pilota automobilistico, era una vettura apparentemente convenzionale per l'epoca, ma che racchiudeva una serie di interessanti innovazioni tecnologiche. Era dotata di una struttura a tubi saldati con motore e trazione anteriore, abitacolo aperto protetto da un piccolo parabrezza, sospensioni indipendenti a parallelogrammi trasversali dotate di ammortizzatori regolabili, e freni a tamburo dalle generose dimensioni.
Il motore radiale in questione era un due tempi 16 cilindri, alesaggio 65 mm e corsa 75 mm per una cubatura di 3,982 L. Curiosa la disposizione con camera di combustione solidale per ogni coppia di cilindri, con le luci di travaso di aspirazione sugli 8 posteriori e quelle di scarico su quelle anteriori. L'unità del peso a vuoto di 750 kg, grazie alla dotazione di 2 compressori era capace di 250 CV a 6 000 giri/min, sufficienti per consentire alla vettura di raggiungere la ragguardevole velocità di 280 km/h.
A causa della sua particolare conformazione, con una ripartizione di pesi che gravava per il 75% sull'asse anteriore, aveva un'estrema difficoltà di inserimento in curva ed in pratica i benefici apportati dalla motorizzazione non furono sufficienti a compensare la sua cronica mancanza di tenuta di strada.
Pur nell'insuccesso sportivo, è una vettura che si è guadagnata un posto nella storia dell'automobilismo, tanto da essere conservata ed esposta al Museo dell'Automobile di Torino.
In tempi più recenti, è da ricordare la OPES Ninfea, un'utilitaria dotata di motore tricilindrico radiale, realizzata in pochi esemplari dalla Officine precisione e Stampaggio di Torino, nel 1947.

## Tabella dei motori aeronautici radiali
| A "stella singola"                                | A "stella doppia"                      | A "stella quadrupla"   |
| ------------------------------------------------- | -------------------------------------- | ---------------------- |
| Aichi AC-1                                        | Alfa Romeo 135                         | Pratt & Whitney R-4360 |
| Alfa Romeo 125                                    | Alvis Leonides Major                   |                        |
| Alfa Romeo D2                                     | Armstrong Siddeley Jaguar              |                        |
| Alvis Leonides                                    | Armstrong Siddeley Leopard             |                        |
| Armstrong Siddeley Cheetah                        | BMW 801                                |                        |
| Armstrong Siddeley Genet                          | Bristol Centaurus                      |                        |
| Armstrong Siddeley Genet Major                    | Bristol Hercules                       |                        |
| Armstrong Siddeley Cougar (non prodotto in serie) | Bristol Hydra (progetto sperimentale)  |                        |
| Armstrong Siddeley Lynx                           | Bristol Taurus                         |                        |
| Armstrong Siddeley Mongoose                       | Curtiss R-600                          |                        |
| Armstrong Siddeley Panther                        | Fiat A.74                              |                        |
| Armstrong Siddeley Serval                         | Fiat A.80                              |                        |
| Armstrong Siddeley Tiger                          | Gnome-Rhône 14K                        |                        |
| BMW X                                             | Gnome-Rhône 14M                        |                        |
| BMW 114                                           | Gnome-Rhône 14N                        |                        |
| BMW 132                                           | Hispano-Suiza 14AA                     |                        |
| BMW 802                                           | Hispano-Suiza 14AB                     |                        |
| Bramo 323 Fafnir                                  | IAR K14                                |                        |
| Bristol Aquila                                    | Mitsubishi Kasei                       |                        |
| Bristol Draco                                     | Mitsubishi Kinsei                      |                        |
| Bristol Jupiter                                   | Mitsubishi Shinten                     |                        |
| Bristol Lucifer                                   | Mitsubishi Zuisei                      |                        |
| Bristol Mercury                                   | Nakajima Homare                        |                        |
| Bristol Neptune                                   | Nakajima Mamoru                        |                        |
| Bristol Pegasus                                   | Nakajima Sakae                         |                        |
| Bristol Perseus                                   | Oberursel U.III                        |                        |
| Bristol Phoenix                                   | Piaggio P.XI                           |                        |
| Bristol Titan                                     | Piaggio P.XII                          |                        |
| Clerget 7Z                                        | Piaggio P.XV                           |                        |
| Clerget 9B                                        | Pratt & Whitney R-1535                 |                        |
| Clerget 11Eb                                      | Pratt & Whitney R-1830                 |                        |
| Fiat A.50                                         | Pratt & Whitney R-2000                 |                        |
| Fiat A.54                                         | Pratt & Whitney R-2800                 |                        |
| Gnome Lambda                                      | Shvetsov ASh-2 (non prodotto in serie) |                        |
| Gnome Omega                                       | Shvetsov ASh-73                        |                        |
| Gnome-Rhône 9K                                    | Shvetsov ASh-82                        |                        |
| Ivchenko AI-14                                    | Tumanskij M-87                         |                        |
| Ivchenko AI-26                                    | Tumansky M-88                          |                        |
| Jacobs R-755                                      | Walter Mars                            |                        |
| Jacobs R-830                                      | Wright R-2600                          |                        |
| Jacobs R-915                                      | Wright R-3350                          |                        |
| Kinner B-5                                        |                                        |                        |
| Kinner C-5                                        |                                        |                        |
| Kinner K-5                                        |                                        |                        |
| Kinner R-5                                        |                                        |                        |
| Le Rhône 9C                                       |                                        |                        |
| Le Rhône 9J                                       |                                        |                        |
| Nakajima Ha-5                                     |                                        |                        |
| Nakajima Hikari                                   |                                        |                        |
| Nakajima Kotobuki                                 |                                        |                        |
| Oberursel U.I                                     |                                        |                        |
| Packard DR-980                                    |                                        |                        |
| Piaggio P.VII                                     |                                        |                        |
| Piaggio P.IX                                      |                                        |                        |
| Piaggio P.X                                       |                                        |                        |
| Pobjoy R                                          |                                        |                        |
| Pobjoy Niagara                                    |                                        |                        |
| Pratt & Whitney R-985                             |                                        |                        |
| Pratt & Whitney R-1340                            |                                        |                        |
| Pratt & Whitney R-1690                            |                                        |                        |
| Pratt & Whitney R-1860                            |                                        |                        |
| Shvetsov ASh-21                                   |                                        |                        |
| Shvetsov ASh-62                                   |                                        |                        |
| Shvetsov M-11                                     |                                        |                        |
| Shvetsov M-22                                     |                                        |                        |
| Shvetsov M-25                                     |                                        |                        |
| Siemens-Halske Sh.III                             |                                        |                        |
| Siemens-Halske Sh 4                               |                                        |                        |
| Siemens-Halske Sh 5                               |                                        |                        |
| Siemens-Halske Sh 11                              |                                        |                        |
| Siemens-Halske Sh 12                              |                                        |                        |
| Siemens-Halske Sh 13                              |                                        |                        |
| Siemens-Halske Sh 14                              |                                        |                        |
| Siemens-Halske Sh 22                              |                                        |                        |
| Walter Bora                                       |                                        |                        |
| Walter Castor                                     |                                        |                        |
| Walter Gemma                                      |                                        |                        |
| Walter NZ 60                                      |                                        |                        |
| Walter NZ-120                                     |                                        |                        |
| Walter Polaris                                    |                                        |                        |
| Walter Pollux                                     |                                        |                        |
| Walter Regulus                                    |                                        |                        |
| Walter Scolar                                     |                                        |                        |
| Walter Vega                                       |                                        |                        |
| Walter Venus                                      |                                        |                        |
| Warner R-420                                      |                                        |                        |
| Warner Scarab Junior                              |                                        |                        |
| Wolseley Aquarius                                 |                                        |                        |
| Wolseley Aries                                    |                                        |                        |
| Wright R-540                                      |                                        |                        |
| Wright R-760                                      |                                        |                        |
| Wright R-790 Whirlwind                            |                                        |                        |
| Wright R-975                                      |                                        |                        |
| Wright R-1300                                     |                                        |                        |
| Wright R-1820                                     |                                        |                        |